# Mythimna daemona
Mythimna daemona là một loài bướm đêm trong họ Noctuidae.